# Armando Pellegrini
Armando Pellegrini   (Bedulita, 3 de juny de 1933 - Ponteranica, 25 d'agost de 2023) fou un ciclista italià que fou professional entre el 1957 i 1969. En el seu palmarès destaquen dues victòries d'etapa al Giro d'Itàlia, el 1959 i 1962.

## Palmarès
- 1957
  - 1r al Trofeu de l'U.V.I.
  - 1r al Giro dels Alps Apuans
- 1958
  - Vencedor d'una etapa al Gran Premio Ciclomotoristico
- 1959
  - Vencedor d'una etapa al Giro de Sardenya
  - Vencedor de 2 etapes a la París-Niça-Roma
  - Vencedor d'una etapa al Giro d'Itàlia
- 1961
  - Vencedor d'una etapa al Giro de Sardenya
- 1962
  - Vencedor d'una etapa al Giro d'Itàlia

### Resultats al Giro d'Itàlia
- 1957. 38è de la classificació general
- 1958. Fora de control (8a etapa)
- 1959. 52è de la classificació general. Vencedor d'una etapa
- 1960. 70è de la classificació general
- 1961. 48è de la classificació general
- 1962. 31è de la classificació general. Vencedor d'una etapa
- 1963. 62è de la classificació general

### Resultats al Tour de França
- 1961. 56è de la classificació general

### Resultats a la Volta a Espanya
- 1958. 39è de la classificació general
- 1964. 42è de la classificació general